# 達維迪夫卡河
達維迪夫卡河（烏克蘭語：Давидівка）是烏克蘭的河流，位於該國西部利沃夫州，屬於盧赫河的支流，發源自達維迪夫西北部，河道全長44公里，流域面積283平方公里。